# Loi sur la loyauté et l'équilibre des relations commerciales
Lire en ligne

Lire sur Légifrance

La loi no 96-588 du 1er juillet 1996 sur la loyauté et l’équilibre des relations commerciales, dite loi Galland, est une loi française. Son objectif était de réglementer les relations entre la grande distribution et les fournisseurs, en protégeant le petit commerce et les fournisseurs. Elle a interdit aux grandes surfaces de répercuter la totalité des ristournes et des rémunérations des prestations commerciales qu’elles recevaient de leurs fournisseurs dans les prix de vente aux consommateurs.
Promulguée le 1er juillet 1996 sous le gouvernement Alain Juppé, elle est entrée en vigueur le 1er janvier 1997.

## Historique
La loi porte le nom du ministre délégué aux Finances et au Commerce extérieur Yves Galland.
Le texte modifie l'ordonnance no 86-1243 du 1er décembre 1986, dite « ordonnance Balladur », qui modifiait les règles de concurrence et mettait en place la liberté des prix, tout en pénalisant la vente à perte. Alors que la montée en puissance et la concentration des enseignes de grandes surfaces déséquilibraient les rapports commerciaux au détriment des fournisseurs, cette loi a introduit la notion de « prix abusivement bas » et redéfinit le calcul du seuil de vente à perte par la distinction entre marge avant, répercutable sur le prix de vente, et marge arrière.
Rapidement, cette loi est critiquée. En 1997, plusieurs hommes politiques dénoncent une hausse des prix sur plus d'un millier de produits, et en particulier des produits de marques. Deux ans plus tard, ce sont les industriels qui accusent les distributeurs de dérapages, amenant les parlementaires à demander une commission d'enquête. En 2002, les centres Leclerc lancent une campagne publicitaire imputant à la loi Galland une hausse des prix.
En juin 2004, sous l'égide du ministre de l’économie Nicolas Sarkozy, les principaux opérateurs de la distribution s'accordent pour contenir l’inflation sur les produits de consommation courante observée en début d'année 2004. Plus de souplesse est donnée au cadre de la négociation commerciale prévue par la loi Galland, tout en préservant l'interdiction fondamentale de la revente à perte. L'accord signé le 17 juin 2004 entre fournisseurs et distributeurs établit que les prix en hypermarché doivent baisser de 2 % dès septembre 2004 sur près de 5 000 produits de grande consommation, et de 1 % en 2005, les grands industriels et les grands distributeurs ayant la charge de réduire leur marge commerciale.
Dans la continuité, une commission d’experts, la commission Canivet, est chargée de faire le bilan de la législation existante, afin de faciliter les relations entre professionnels et renforcer les mécanismes de concurrence par les prix.

## Postérité
À la suite du rapport d’analyse et des propositions de réforme transmis au ministère de l’économie par cette commission, une loi titrée « loi PME » et dite « loi Dutreil II » du 2 août 2005 voit le jour. Elle reprend et complète la loi Galland. Les décrets d’application de cette loi, qui ont pris effet au 1er janvier 2006, modifient notamment l'article L. 442-2 du code de commerce donnant la possibilité aux distributeurs de réincorporer dans le prix de revient, tous les autres avantages financiers (marge arrière) dépassant 20 % en 2006, puis dépassant 15 % en 2007. Les modalités, en revanche, furent compliquées à appliquer, Michel-Édouard Leclerc les qualifiant d'ubuesques.[réf. nécessaire]

## Analyses
Une étude de Philippe Askenazy (2007) estime que la loi Galland a fait augmenter les prix de 7 %, fait augmenter la marge opérationnelle des entreprises concernées de 3,5% à 6%, et empêché la création de 50 000 emplois.